# 茲沃爾尼克湖
茲沃爾尼克湖是歐洲東南部的湖泊，位於塞爾維亞與波斯尼亞和黑塞哥維那接壤的邊界，屬於德里納河的一部分，長25公里、寬3公里，面積8.1平方公里，海拔高度140米，最大水深28米，蓄水量4,200萬立方米。